# Flacey (Côte-d'Or)
Flacey é uma comuna francesa na região administrativa da Borgonha-Franco-Condado, no departamento de Côte-d'Or. Estende-se por uma área de 6,83 km². Em 2010 a comuna tinha 187 habitantes (densidade: 27,4 hab./km²).